# گینووان، اوکیناوا
گینووان در استان اوکیناوا در کشور ژاپن  واقع شده‌است  که دارای جمعیت ۹۱٬۲۳۳ نفر و مساحت ۱۹٫۷۰ کیلومتر مربع با تراکم جمعیت ۴٬۵۶۹  نفر در کیلومترمربع است و در تاریخ ۱ ژوئیه ۱۹۶۲ به عنوان شهر شناخته شد.